# Walter Piesch
Walter Karl Gottfried Piesch (* 27. August 1931 in Brünn/Brno) ist ein deutscher Statistiker, Ökonometriker und Hochschullehrer.

## Leben und Wirken
Nach seiner Reifeprüfung 1950 am Realgymnasium in Schwäbisch Hall studierte Walter Piesch vom Wintersemester 1950/51 bis zum Sommersemester 1957 Mathematik und Physik, außerdem seit de Sommersemester 1953 Wirtschaftswissenschaft an der Eberhard Karls Universität Tübingen. 1956 legte er die Prüfung zum Diplom-Mathematiker ab. Von 1957 bis 1960 war Piesch als wissenschaftlicher Mitarbeiter am Institut für Angewandte Wirtschaftsforschung in Tübingen tätig, von 1960 bis 1969 arbeitete er als wissenschaftlicher Assistent am Institut für Wirtschafts- und Sozialstatistik an der Universität Tübingen und gab Lehrveranstaltungen im Bereich „Mathematik für Wirtschaftswissenschaftler“. Im Jahr 1965 wurde er in Tübingen bei Heinrich Strecker zum Dr. rer. pol. promoviert. Seit 1969 arbeitete er als Wissenschaftlicher Rat bzw. Oberrat am Lehrstuhl von Heinrich Strecker und habilitierte sich dort 1974. Nach kurzer Lehrtätigkeit als Privatdozent wurde Piesch 1975 ordentlicher Professor für Statistik und Ökonometrie an der Universität Hohenheim, wo er 1997 emeritiert wurde.

## Veröffentlichungen (Auswahl)
- Über einige Modelle der Absatzplanung. In: Unternehmensforschung, Bd. 3 (1959), S. 51–69.

- Konzentrationsmaße von aggregierten Verteilungen. In: Alfred E. Ott (Hrsg.): Theoretische und empirische Beiträge zur Wirtschaftsforschung (= Schriftenreihe / Institut für Angewandte Wirtschaftsforschung, Bd. 7). Mohr, Tübingen 1967, S. 269–280.

- Die Lösungen einer Klasse von Produktionsglättungsmodellen (= Schriftenreihe / Institut für Angewandte Wirtschaftsforschung, Bd. 9). Mohr, Tübingen 1968 (Dissertation Universität Tübingen).
- Berechnung der Varianz von stückweise linearen Verteilungen mit Hilfe von Aggregationsbetrachtungen. In: Bernhard Hess (Hrsg.): Analyse und Prognose in der quantitativen Wirtschaftsforschung. Festgabe für Ingeborg Esenwein-Rothe zum 60. Geburtstag. Duncker & Humblot, Berlin 1971, S. 39–56, ISBN 3-428-02478-8.
- Lorenzkurve und inverse Verteilungsfunktion. In: Jahrbücher für Nationalökonomie und Statistik, Bd. 185 (1971), S. 209–234.
- Statistische Konzentrationsmaße. Formale Eigenschaften und verteilungstheoretische Zusammenhänge (= Tübinger wirtschaftswissenschaftliche Abhandlungen, Bd. 18). Mohr, Tübingen 1975, ISBN 3-16-337452-2 (Habilitationsschrift Universität Tübingen).
- Einige statistische Aspekte des konzentrationsanalytischen Studienprogramms der Europäischen Gemeinschaft. In: ders. (Hrsg.): Angewandte Statistik und Wirtschaftsforschung heute [Festgabe zum 60. Geburtstag von Heinrich Strecker] (= Angewandte Statistik und Ökonometrie, Bd. 21). Vandenhoeck & Ruprecht, Göttingen 1982, S. 127–144, ISBN 3-525-11255-6.
- (mit Albrecht Ungerer): Einige Gedanken zur statistischen Grundausbildung von Wirtschaftswissenschaftlern. In: Jahrbücher für Statistik und Landeskunde von Baden-Württemberg, Bd. 28/32 (1983), S. 78–88.
- Einige Überlegungen zur Abgrenzung oligopolistischer Kerne mit Hilfe von Dominanzmaßen. In: Harald Enke (Hrsg.): Struktur und Dynamik der Wirtschaft. Beiträge zum 60. Geburtstag von Karl Brandt. Haufe, Freiburg/Br. 1983, S. 499–512, ISBN 3-448-01348-X.
- (mit Ingo Schmidt): Die Verwendbarkeit von Konzentrationsmaßen in der europäischen Wettbewerbspolitik. Kommission der Europäischen Gemeinschaften, Luxemburg 1983.
- Zur Abschätzung des Klassifizierungseffekts bei Disparitäts- und Streuungsmaßen mit Hilfe von aggregierten Rechteck-Verteilungen. In: Günter Buttler (Hrsg.): Statistik zwischen Theorie und Praxis. Festschrift für Karl-August Schäffer zur Vollendung seines 60. Lebensjahres. Vandenhoeck & Ruprecht, Göttingen 1985, S. 157–171, ISBN 3-525-13172-0.
- (mit Albrecht Ungerer u. Andreas Maurer): Statistik. Aufgabensammlung u. Formelsammlung. Verlag für Wirtschaft und Datenverarbeitung, Stuttgart 1989.
- Einige Eigenschaften von gleichmäßig normierten Disparitäts- und Konzentrationsmaßen. In: Allgemeines statistisches Archiv, Bd. 78 (1994), S. 386–400.
- Disparitätsmessung nach Gini und Lorenz. In: Hans Wolfgang Brachinger (Hrsg.): Wirtschaftsstatistik. Festschrift zum 65. Geburtstag von Professor Dr. Dr. h. c. mult. Eberhard Schaich. Vahlen, München 2006, S. 215–226, ISBN 3-8006-3289-6.